# Агафонов, Андрей Валентинович
Андрей Валентинович Агафонов (род. 29 января 1979, СССР) — российский футболист, полузащитник, неоднократный призёр чемпионата Латвии по футболу.

## Карьера
Начинал играть в футбол в петербургском СКА («Источник-СКА»). В 1999 году перешёл в шведский «Дегерфорс».
В течение шести сезонов выступал за «Вентспилс», стал трёхкратным серебряным (2000—2002) и трёхкратным бронзовым (2003—2005) призёром чемпионата Латвии.
В 2006 году сыграл 3 матча за «Аланию» во втором дивизионе, затем вернулся в Латвию и играл за «Ригу». В 2008 году играл в ФНЛ за барнаульское «Динамо». В 2009 году завоевал бронзовые медали чемпионата Латвии в составе «Сконто».